# 大斑似骨鮡
大斑似骨鮡，為輻鰭魚綱鯰形目骨鮡科的其中一種，為熱帶淡水魚類，分布於亞洲緬甸西部Ann Chaung河流域，體長可達2.9公分，棲息在底層水域，生活習性不明。

## 扩展阅读
維基物種上的相關：大斑似骨鮡